# ASPTT Mulhouse Volley-Ball 2009-2010
Questa voce raccoglie le informazioni riguardanti l'ASPTT Mulhouse Volley-Ball nelle competizioni ufficiali della stagione 2009-2010.

## Organigramma societario
Area direttiva
- Presidente: Gérard Reeb

Area tecnica
- Allenatore: Magali Magail
- Allenatore in seconda: Teresa Worek

## Rosa
| N° | Nome                 | Ruolo | Data di nascita   | Nazionalità sportiva |
| -- | -------------------- | ----- | ----------------- | -------------------- |
| 1  | Myriam Kloster       | C     | 4 agosto 1989     | Francia              |
| 3  | Dominika Sieradzan   | S     | 28 aprile 1980    | Polonia              |
| 4  | Christina Bauer      | C     | 1º gennaio 1988   | Francia              |
| 5  | Anna Rybaczewski     | S     | 23 marzo 1982     | Francia              |
| 6  | Déborah Ortschitt    | L     | 10 giugno 1987    | Francia              |
| 7  | Alexia Djilali       | S     | 27 ottobre 1987   | Francia              |
| 8  | Coralie Larnack      | C     | 22 ottobre 1982   | Francia              |
| 9  | Aminata Coulibaly    | P     | 27 settembre 1988 | Francia              |
| 10 | Regan Hood           | S     | 10 agosto 1983    | Stati Uniti          |
| 11 | Armelle Faesch       | P     | 26 dicembre 1981  | Francia              |
| 12 | Isaline Sager-Weider | C     | 5 luglio 1988     | Francia              |